# پیت میلر
پیتر میلر یک شخصیت تخیلی در مجموعه تلویزیونی کمدی اداره است.
پیت توسط جیک لیسی به تصویر کشیده شده‌است. او یک شخصیت اصلی است و هیچ همتایی در نسخه بریتانیایی ندارد، گرچه گفته می‌شود که شخصیت او با جیم هالپرت چندین شباهت دارد که به نوبه خود براساس تیم کانتربری در سریال انگلیسی ساخته شده‌است. پیت، به همراه کلارک گرین، یکی از دو کارمندی هستند که به عنوان نماینده خدمات مشتری در شعبه اسکرانتون، پنسیلوانیا از شرکت توزیع کننده کاغذ ساختگی داندر میفلین استخدام شده‌اند، و در آغاز فصل نهم و پایانی مجموعه جایگزین کلی کاپور و رایان هوارد می‌شوند.